# Samsung Galaxy A30s
El Samsung Galaxy A30s es un teléfono inteligente fabricado y anunciado Samsung Electronics. El teléfono tiene una configuración de triple cámara con una cámara principal de 25 MP, una pantalla HD+ Infinity-V de 6,4 pulgadas y una batería Li-Po de 4000 mAh. Viene con Android Pie.